# Gérard Rinaldi
Gérard Rinaldi (17. února 1943 Paříž – 2. března 2012 Fontenay-lès-Briis) byl francouzský zpěvák, komik, dabér a herec. V letech 1966 až 1986 a poté v letech 2007 až 2011 byl členem populární skupiny Les Charlots.
Vystudoval Lycée Charlemagne, po maturitě se rozhodoval mezi studiem žurnalistiky a pilotní školou, ale rád hrál na klarinet a později na saxofon, takže se rozhodl pro kariéru v hudbě,  
Zemřel 2. března 2012 ve věku 69 let ve zdravotním středisku ve Fontenay-lès-Briis, na rakovinu.

## Filmografie
- La Grande Java (1970)
- Bažanti (Les bidasses en folie (1971))
- Blázni ze stadionu (Les fous du stade (1972))
- Bažanti jedou do Španělska (Les Charlots font l'Espagne (1972))
- Velký bazar (Le grand bazar (1973))
- Nevím nic, ale řeknu všechno (Je sais rien, mais je dirai tout (1973))
- Čtyři sluhové a čtyři mušketýři (Les quatre Charlots mousquetaires (1974))
- Čtyři sluhové a kardinál (Les Charlots en folie: À nous quatre Cardinal! (1974))
- Bažanti jdou do boje (Les bidasses s'en vont en guerre (1974))
- Polibky z Hongkongu (Bois Bansers de Hong-Kong (1975))
- Co je moc, to je moc (Trop c'est trop (1975))
- Bažanti a cizinecká legie (Et vive la liberté! (1978))
- Les Charlots en délire (1979)
- Bažanti kontra Dracula (Les Charlots contre Dracula (1980))
- Návrat bažantů (Le Retour des bidasses en folie (1983))
- Nebezpečné známosti (Charlots connexion (1984))
- Sestup do pekel (Descente aux enfers (1986))
- Rozmařilý život Gérarda Floqua (La Vie dissolue de Gérard Floque (1986))
- Kus života (Quelqu'un de bien (2002))